# Cyamops truncatus
Cyamops truncatus är en tvåvingeart som beskrevs av Khoo 1985. Cyamops truncatus ingår i släktet Cyamops och familjen savflugor. Inga underarter finns listade i Catalogue of Life.